# Љу Ђају
Љу Ђају (Хеганг 17. септембар 1992) је кинеска сноубордерка. Такмичи се у дисциплини халфпајп. Алпским скијањем почела је да се бави 2003, а 2005. прешла је на сноубординг.
Као седамнаестогоишњакиња учествовала је на Олимпијским играма у Ванкуверу 2010. где је заузела четврто место. Четири године касније у Сочију 2014. била је девета. На Олимпијским играма у Пјонгчангу 2018. освојила је сребрну медаљу која је уједно и прва медаља за Кину у сноубордингу на ЗОИ.
На Светском првенству 2009. дошла је до злата, а 2011. до бронзе. Са Азијских игара 2017. има злато, а 2007. бронзу.